# بندر (موسيقي)
بندر هو موسيقي كندي، ولد في 19 يوليو 1980 في أوتاوا في كندا، وتوفي في 1 مارس 2018 في مونتريال في كندا.

## وصلات خارجية
- الموقع الرسمي
- بندر على موقع ميوزك برينز (الإنجليزية)